# Diaphanophyllum
Diaphanophyllum es un género de musgos perteneciente a la amilia Archidiaceae. Comprende 9 especies descritas y  aceptadas.

## Taxonomía
El género fue descrito por Sextus Otto Lindberg y publicado en Öfversigt af Förhandlingar: Kongl. Svenska Vetenskaps-Akademien 19: 605. 1863.

## Especies aceptadas
A continuación se brinda un listado de las especies del género Diaphanophyllum aceptadas hasta febrero de 2015, ordenadas alfabéticamente. Para cada una se indica el nombre binomial seguido del autor, abreviado según las convenciones y usos.
- Diaphanophyllum boryanum (Müll. Hal.) Lindb.
- Diaphanophyllum flexicaule (Schwägr.) Lindb.
- Diaphanophyllum glaucescens (Hedw.) Lindb.
- Diaphanophyllum homomallum (Hedw.) Lindb.
- Diaphanophyllum longifolium (Brid.) Lindb.
- Diaphanophyllum pallidum (Hedw.) Lindb.
- Diaphanophyllum setosum (Hook. f. & Wilson) Lindb.
- Diaphanophyllum tortile (Schrad.) Lindb.
- Diaphanophyllum vaginans (Sull.) Lindb.